# Pteropera mirei
Pteropera mirei är en insektsart som beskrevs av Donskoff 1981. Pteropera mirei ingår i släktet Pteropera och familjen gräshoppor. Inga underarter finns listade i Catalogue of Life.